# Casa de Babemberga
A Casa de Babemberga foi uma dinastia nobre de Duques e Marqueses da Áustria. Originalmente, a partir de Bamberga, no Ducado da Francónia (atual Baviera), os Babembergas reinaram na Marca da Áustria desde a sua criação, em 976, até a elevação de ducado, e desde então, até a extinção da linha em 1246, quando foram sucedidos pela Casa de Habsburgo.

## Origem

### Uma ou duas famílias
A família Babemberga pode ser dividida em dois ramos distintos:
1. os Babembergas da Francônia, o chamado ramo mais velho da Casa de Babemberga cujo nome refere-se ao Castelo de Babemburgo, hoje a Catedral de Bamberga. Posteriormente foram chamados de Popãonids derivado do nome de seu progenitor, o Conde Popão de Grapfeld. Também foram relacionados aos da dinastia Robertina da França e aos ancestrais dos condes francos de Henneberg e de Schweinfurt.
2. Os Babembergas austríascos são descendentes do Marquês Leopoldo I, que governou a Áustria a partir de 976. Este segundo grupo afirmou ter se originado a partir do primeiro, no entanto, os estudiosos não podem afirmar com certeza essas suposições.

### Os Popãonids
Tal como a Dinastia Capetiana, a linha mais velha dos Babembergas descendem dos Robertianos.O mais antigo Babemberga conhecido é o conde Popão, mencionado pela primeira vez como um governante no Gau de Grabfeld, uma região histórica no nordeste na fronteira francônia da Turíngia, em 819. Ele pode ser um descendente do Conde robertiano Cancor de Hesbaye.
Um dos filhos de Popão, Henrique, serviu como princeps militiae sob o comando do Rei Luís, o Jovem, e às vezes era chamado de marquês (marchio) e duque (dux) na Francônia sob o comando do Rei Carlos, o Gordo do Frância Oriental. Ele foi morto lutando contra os viquingues durante o Cerco de Paris, em 886. O outro filho, Popão II, foi marquês na Turíngia de 880 a 892, quando ele foi deposto pelo Rei Carlos sucessor Arnulfo da Caríntia. Os Popônidas tinha sido favorecidos por Carlos, o Gordo, mas Arnulfo inverteu esta política a favor do rival Conrad, o Ancião, um membro da Dinastia Conradina do Lahngau na Francônia Renana e aos parentes da consorte de Arnulfo Ota.

### Intriga Babemberga
Os líderes da casa foram os filhos do Duque Henrique, que chamavam a si mesmos de Babembergas emprestando o nome do solar da família, o Castelo de Babemburgo localizado na parte superior principal do rio, ao redor de suas posses centradas. A cidade de Bamberg foi construída em torno do castelo ancestral da família. O Conradinos foram conduzidos por Conrad, o ancião, e seus irmãos Rudolf e Gebhard, provavelmente os filhos do Conde Udo de Neustria.
A rivalidade entre os Babembergas e Conradino foi intensificada pelos seus esforços de estender a sua autoridade na região do médio Principal, e essa discussão, conhecido como a "Intriga Babemberga", chegou ao primeiro chefe em 892, quando o Rei Arnulfo depôs Popão II como governante da Turíngia a nomeando Conrado, o Velho, em seu lugar, e colocou o irmão de Conrado, Rudolf como Bispo de Vurzburgo. A luta se intensificou no início do século X, durante o conturbado reinado de Arnulfo filho do Rei Luís, a Criança. Confrontos de armas ocorreram em 902, quando os Conradinos cercaram o Castelo de Babemburgo e prenderam Adalhardo de Babemberga. No ano seguinte, Adalhardo foi executado no Reichstag de Forchheim; em troca, aos Babembergas ocuparam a cidade de Vurtzburgo e expulsaram o Bispo Rudolfo.
Enquanto isso Gebhard, irmão de Rudolfo, foi nomeado Duque de Lotharingia em 903, onde ele teve que lidar tanto com a revolta de nobres quanto os contínuos ataques dos Babembergas. Ambos os lados se reuniram na batalha de Fritzlar, em 27 de fevereiro de 906, onde os Conradinos obtiveram uma vitória decisiva, embora Conrad, o Ancião tenha caído na batalha.[carece de fontes?] Dois dos irmãos Babembergas também foram mortos. O terceiro, Adalberto, foi chamado a comparecer perante a corte imperial pelo regente Arcebispo Hatto I de Mainz, um partidário da Conradinos. Ele se recusou a aparecer, conseguindo resistir por um tempo em seu castelo em Theres contra as forças do rei mas acabou se rendendo em 906, e, apesar da promessa de salvo-conduto por Hatto foi decapitado.
Conrado, o Jovem, tornou-se Duque de Franconia em 906 e Rei da Francia Oriental (como Conrad I) no 911, enquanto o Babembergas perderam sua influência em Franconia.

## Marqueses da Áustria

Árvore genealógica dos Babembergas no Mosteiro de Klosterneuburg (c. 1490, com base na genealogia de Ladislaus Sunthaym)

Em 962 o conde bávaro Leopoldo I (Liupo), possivelmente, um descendente do duque Leopoldino Arnulfo da Baviera, foi mencionado pela primeira vez como um seguidor fiel do Imperador Otão I. Ele permaneceu como um leal defensor de de seu filho e sucessor Oto II e em 976 aparece como conde da Marca Oriental Bávara, então um distrito de não mais de 60 milhas de largura na fronteira oriental do ducado, que cresceu na Marca da Áustria. Leopoldo, que recebeu o território como uma recompensa por sua fidelidade ao Imperador Otão II, durante a revolta do Duque Henrique II da Baviera, alargou a sua área para o baixo do Danúbio, atualmente Baixa Áustria, em detrimento da retirada dos Magiares.
Leopoldo foi sucedido em 994 por seu filho Henrique I, que continuou a política de seu pai, foi seguido, em 1018 por seu irmão Adalberto, cujo marco foi sua lealdade ao Imperador Henrique II e seu sucessor Saliano Henrique III, foi recompensado por muitos tokens de favor. Adalberto expandiu o território Austríaco, até as atuais fronteiras nos rios Leitha, Morava e Thaya. Ele foi sucedido, em 1055, por seu sobrinho, Ernesto.
Leopoldo II, marquês dede 1075, altercou com o Imperador Henrique IV durante a Investidura Controversa, quando ele apoiou o lado papal do Bispo Altmann de Passau. Apesar de Leopold ter de lidar com as tropas invasoras do Duque Bratislau II da Boémia e ser derrotado nas 1082 Batalha de Mailberga, o imperador foi incapaz de destituí-lo de sua marcha impedir a sucessão de seu filho, Leopoldo III, em 1096.
Leopoldo III ajudou Henrique V, o filho do Imperador Henrique IV, em sua ascensão contra o seu pai, mas logo mudou de lado, apoiando o imperador. Em 1106 ele se casou com a filha de Henrique IV, Agnes, viúva do Duque Frederico I da Suábia. Em 1125 ele recusou a coroa real em favor de Lotário de Suplimburgo. O seu zelo na fundação de mosteiros, como o Mosteiro de Closterneuburgo, ganhou para ele o apelido "o Piedoso", e canonização pelo Papa Inocêncio VIII, em 1485. Ele é considerado o santo padroeiro na Baixa e alta Áustria.

## Duques da Áustria
Um dos filhos mais jovens de Leopoldo foi o Bispo Otão de Freising. Seu filho mais velho Leopoldo IV tornou-se marquês em 1136, e em 1139 recebeu o Ducado da Baviera, das mãos do Rei Conrado III, que havia banido o Duque guelfo Henrique, o Orgulhoso.
O irmão de Leopoldo, Henrique II, Jasomirgott) foi feito Conde Palatino do Reno, em 1140, e tornou-se Marquês da Áustria através da morte de Leopoldo em 1141. Tendo casado com Gertrudes, a viúva de Henrique, o Orgulhoso, ele foi investido em 1143 com o Ducado da Baviera, e renunciou a seu cargo como conde palatino. Em 1147, participou da Segunda Cruzada, e após o seu retorno, renunciou à Baviera, no exemplo do novo rei Frederico II Barba Ruiva, que deu o ducado da Baviera ao filho de Henrique, o Orgulhoso, o Duque Henrique, o Leão da Saxônia. Como compensação, a Áustria, cuja capital tinha sido transferido para Viena por volta de 1155, foi elevada a um ducado de acordo com o Privilegium Minus.

### Ascensão ao poder
O segundo filho de Henrique era Leopoldo V, que lhe sucedeu em 1177, e tomou parte nas cruzadas de 1182 e 1190. Na Palestina entrou em conflito com Ricardo I de Inglaterra, capturando-o na sua viagem de regresso, entregando-o ao imperador Henrique VI. Leopoldo aumentou os territórios dos Babembergas ao adquirir o Ducado da Estíria, sob a vontade de seu parente Duque Otacar IV. Ele morreu em 1194, e a Áustria ficou para Frederico, e a Estíria para Leopoldo; mas pela morte de Frederico, em 1198, os dois territórios foram novamente reunidos por Leopoldo com o título de Leopoldo VI, e o cognome de "o Glorioso".
O novo duque lutou contra os infiéis, na Espanha, Egito e Palestina, mas é mais celebrado como legislador, patrono das letras, e fundadores de cidades. Durante o seu governo, Viena tornou-se o centro da cultura na Alemanha e a grande escola de Minnesingers. Seus últimos anos foram passados em conflito com o seu filho, Frederico. Ele morreu no ano de 1230 em S. Germano, agora rebaptizada de Cassino, onde se encontrava a mediar a paz entre o Imperador Frederico II e Papa Gregório IX.

### Extinção
Frederico II, filho de Leopoldo VI por Teodora Angelina, sucedeu seu pai como duque depois da morte do mais velho em 1230. Frederico II, logo ganhou o epíteto de "o Brigão" por causa das suas contínuas disputas com os reis da Hungria e da Boémia e com o sacro Imperador Romano Frederico II. O Duque Frederico privou os pertences de sua mãe e irmãs, e foi odiado por seus súditos por conta de seu governo opressor, mas em 1236, foi colocado sob banimento imperial e expulso da Áustria. No entanto, mais tarde ele foi restaurado ao seu ducado, quando o Imperador Frederico II foi excomungado. Posteriormente, o Duque Frederico II, fez acordos com o Imperador Frederico II, em vão, para transformar a Áustria em um reino.
A linha masculina dos Babembergas foi extinta em 1246, quando Frederico II foi morto em batalha (o ramo Henneberg dos Babembergas franconianos viveu até 1583, quando suas terras foram divididas entre os dois ramos da Dinastia Wettin).
O herdeiro de Frederico II foi Gertrudes da Áustria, a única filha de seu falecido irmão mais velho, Henrique da Áustria, por sua esposa Inês de Turíngia. No entanto, nem seu marido, nem seu filho conseguiram resolver a questão da herança dos Babemberga sob o seu poder.
Depois de alguns anos de luta conhecido como o Interregno, os Ducados da Áustria e da Estíria, caíram sob o domínio de Otacar II da Boêmia, e, posteriormente, para o Rodolfo I de Habsburgo, cujos descendentes governaram a Áustria até 1918.

## Legado genético

### Sangue bizantino
Todos os duques de Babembergag, a partir de  Leopold V em diante, eram descendentes dos imperadores Bizantinos — A mãe de Leopold, Teodora Comnena, sendo uma neta do Imperador,João II Comneno. Posteriormente, o filho mais novo de  Leopoldo V, Leopoldo VI, também se casou com uma princesa Bizantina, Teodora Angelina, como aconteceu com o seu filho mais novo (de Teodora), Frederico II, que se casou com Sofia Laskarina.

### Os Babembergas e os Habsburgos
A dinastia seguinte na Áustria—o Habsburgos—não eram originalmente descendentes dos Babembergas. Não foi até que os filhos de Alberto I da Alemanha que trouxe o sangue Babemberga para a linha de Habsburgo, sangue esse ainda que proveniente dos Babembergas pré-ducais. Uma das mudanças que aconteceu desse casamento foi o uso dos nomes Babembergas de Leopold pelos Habsburgos para um de seus filhos.
Os Habsburgos acabaram ganhando descendência dos duques de Babembergas, embora em momentos diferentes. A primeira linha dos Habsburgos descendentes dos Babembergas foi a Linha Albertina . Isto foi possível através do casamento de Alberto III, Duque da Áustria e Beatriz de Nuremberg. Como tal, seu filho, Alberto IV, Duque da Áustria, foi o primeiro dos duques de habsburgo que possuia acendência nos duques de Babemberga. No entanto, a linha masculina do ramo dos Habsburgos foi extinta em 1457 com Ladislau V, Póstumo, rei da Boêmia.
A próxima linha Habsburgo que ganhou o sangue dos Babemberga foi a linha Estíria, com os filhos do imperador Fernando I e de Ana da Boêmia e Hungria, o último dos quais descendem dos duques de Babemberga. Na verdade, foi a partir de Isabel de Áustria, irmã de Ladislau V, Póstumo rei da Boêmia.
O ramo espanhol dos Habsburgos foi o último que herdou o sangue dos Babembergas. Novamente foi através da linha anterior dos Habsburgos que também a ganahram (i.e. a Estíria) da qual osHabsburgos espanhóis ganharam sua descendência dos Babembergas — Ana de Áustria, mulher de Filipe II de Espanha, e a mãe de Filipe III de Espanha (de quem todos os subseqüentes Habsburgos espanhóis eram descendentes), era uma neta de Fernando e Ana da linha masculina. Como resultado, depois de 1598, todos os Habsburgos descendem dos Duques de Babemberga.